# Article 12 de la Constitution de la Cinquième République française
Article 11 Article 13
L'article 12 de la Constitution de la Cinquième République française décrit la procédure de dissolution de l'Assemblée nationale par le président de la République.

## Texte
« Le Président de la République peut, après consultation du Premier Ministre et des Présidents des assemblées, prononcer la dissolution de l'Assemblée Nationale.

Les élections générales ont lieu vingt jours au moins et quarante jours au plus après la dissolution.
L'Assemblée Nationale se réunit de plein droit le deuxième jeudi qui suit son élection. Si cette réunion a lieu en dehors de la période prévue pour la session ordinaire, une session est ouverte de droit pour une durée de quinze jours.

Il ne peut être procédé à une nouvelle dissolution dans l'année qui suit ces élections. »
— Article 12 de la Constitution du 4 octobre 1958

## Pratique
L'article entérine le caractère indicatif de l'avis émis par les présidents des deux organes législatifs, quand bien même les deux auraient un avis négatif. Cette configuration a eu lieu lors de la dissolution de l'Assemblée nationale de 1997. 
La modalité de la consultation n'étant pas précisée par la Constitution, Charles de Gaulle a pu contacter le président du Sénat Gaston Monnerville par lettre au lieu de le rencontrer. En 2024, Emmanuel Macron téléphone à Gérard Larcher, président du Sénat, quelques minutes avant l'annonce de la dissolution à la télévision. Ce dernier regrette d'avoir été simplement « informé » et non « consulté » comme le prévoit l'article 12.
La dissolution permet de résoudre une situation de blocage politique, comme l'a fait Charles de Gaulle en 1968, ou de donner une majorité politique à un président nouvellement élu alors que l'Assemblée nationale en place ne le soutient pas, ce qui était le cas de François Mitterrand en 1981 et en 1988. En 1997, en revanche, Jacques Chirac a dissous une Assemblée nationale dans laquelle son camp politique était majoritaire. Par la suite, la réduction à cinq ans de la durée du mandat présidentiel permet de faire coïncider l’élection présidentielle et les élections législatives, à quelques semaines près, de sorte que, de 2002 à 2022, le président bénéficie d'une majorité le soutenant à l’Assemblée nationale et ne prononce pas de dissolution.
La dissolution peut également avoir pour objectif de renforcer une majorité parlementaire. Ainsi, à la suite de mauvais résultats aux élections européennes de 2024, Emmanuel Macron dissout l'Assemblée nationale, convoquant des élections législatives anticipées,. Le Président déclare plus tard que ce choix est un échec,,.